# Сельское хозяйство Крыма
Сельское хозяйство Крыма — одна из важнейших отраслей экономики Республики Крым. На неё приходится около 17 % валового регионального продукта региона.

## Отрасли

### Растениеводство

#### Сбор сельхозкультур
В некоторых подотраслях растениеводство Республики Крым сегодня занимает лидирующие позиции среди российских регионов. В 2014 году на Республику Крым приходилось 13,4 % валового сбора винограда в России, 3,8 % — плодов и ягод, 2,6 % — овощей, 1,2 % — зерна.
Республика Крым в 2015 году занимала 3 место в России по валовому сбору винограда, входила в десятку лучших регионов по валовому сбору ягод и плодов (7 место) и овощей (10 место), в двадцатку по производству семян подсолнечника (19 место), в тридцатку по валовому сбору зерна (27 место).
Валовой сбор зерновых в Крыму в 2016 году достиг 1,3 млн тонн, что примерно на 30 % выше, чем при нахождении Крыма в составе Украины. Интересным моментом является то, что сильнейшая засуха в Крыму с падением урожайности зерновых до 0,6 млн тонн произошла в 2013 году несмотря на заполненный водой Северо-Крымский канал, так как отсутствовала эффективная поливочная механизация.
В 2021 году валовой сбор плодов и ягод составил 164,3 тыс. тонн (+32,8%), производство винограда 123,5  тыс. тонн (+22,5%). В 2021 году валовой сбор овощей открытого и закрытого грунта составил 173,2 тыс. тонн (+2,6%), урожай картофеля 66,8 тыс. тонн (-6,8%).
Валовой сбор зерновых и зернобобовых культур составил 1432,8 тыс. тонн (в весе после доработки), что на 57,7% больше, чем в 2020 г. Производство подсолнечника на зерно (в весе после доработки) против уровня 2020 г. увеличилось на 84,2% и составило 83,7 тыс. тонн..
Валовой сбор основных сельхозкультур в Крыму (по данным за 2016 год):
- зерновые — 1,29 млн тонн (+1,9 % к предыдущему году)[6]
  - пшеница — 765 тыс. тонн (+3,1 %)
  - ячмень — 446 тыс. тонн (-3,5 %)
  - зернобобовые — 50 тыс. тонн (+54,7 %)
- овощи — 366 тыс. тонн (+3,2 %)[7]
- подсолнечник — 152 тыс. тонн (+41,5 %)[7]
- картофель — 258 тыс. тонн (-5,3 %)[7]
- плоды и ягоды — 144 тыс. тонн (+18,3 %)[8]
- виноград — 56 тыс. тонн (-3,4 %)[8]

#### Посевные площади
Большая часть посевной площади в Крыму используется под зерновые культуры (65 % в 2016 году), в том числе под пшеницу — 36 %, ячмень — 24 %, зернобобовые культуры — 3 %. Под технические культуры используется 29 % площади, включая 15 % под подсолнечник. Остальная часть — картофель и овощебахчевые культуры (4 %), кормовые культуры (3 %).
В 2014—2018 годах произошло увеличение посевных площадей сельхозкультур с 630 тыс. га до 750 тыс. га.

#### Орошение
Центральной проблемой, сдерживающей рост сельхозпроизводства в Крыму, является орошение. Хотя за счёт внедрения новой поливочной механизации и программы водосбережения удалось превысить объёмы производства даже во время заполненности Северо-Крымского канала. Во многом это связано с внедрением новых технологий, успешной переброской воды реки Биюк-Карасу, и с тем, что юг Крыма и не зависел никогда от поставок воды из Днепра и его водохранилища всегда наполнялись только дождевой водой.
Однако последующее открытие Крымского моста и доступность через него крупных зерновых терминалов порта Тамань открывают перспективы роста сельского хозяйства, которые сдерживаются проблемой водоснабжения.
Стратегия развития сельского хозяйства в Крыму включает в себя следующие действия за счет целевых субсидий водосберегающих технологий и постройку новой инфраструктуры:
1. переход на выращивание культур с низким потреблением воды. В первую очередь это отказ от выращивания риса в пользу других зерновых культур
2. внедрение технологий капельного орошения и дотации на закупку оборудования для него
3. полив садов с помощью конденсатосборников извлекающей воду из влажного воздуха за счет его конденсации утром на холодных металлических поверхностях
4. использования для орошения сточных вод около крупных населенных пунктов
5. полив водой из артезианских скважин, включая использование горизонтов с низкой минерализацией[11]
6. постройка станций опреснения морской воды мембранного типа[12][13]
7. стратегия подразумевает отказ от постройки крупного водопровода для получения воды из Кубани, но возможно использование водопровода малой мощности только для нужд Керченского полуострова

Перекрытый в 2014 году Украиной Северо-Крымский канал обеспечивал 85 % водных потребностей полуострова и утрата этой воды привела к сокращению выращивания водозатратных сельскохозяйственных культур — от выращивания риса произошёл полный отказ, а посевные площади ряда других культур существенно сократились. Виноградарство смогло адаптироваться в условиях дефицита воды — увеличилась как площадь так и валовый сбор с виноградников, по последнему параметру (80,1 тыс. тонн) Крым в 2018 году занимал третье место в России после Краснодарского края (207 тыс. тонн) и Дагестана (171 тыс. тонн).
В 2022 году на Крымском полуострове, впервые после 2013 года и приостановки подачи воды по Северо-Крымскому каналу весной 2014 года, был собрал урожай риса — в общей сложности около 6 тысяч тонн. Благодаря восстановлению подачи воды, эту зерновую культуру в регионе посеяли семь предприятий. Средняя урожайность риса в Крыму составила – 82 центнера с гектара, а в некоторых областях достигала до 110 центнеров.

### Животноводство.
На 1 января 2022 поголовье крупного рогатого скота в хозяйствах всех категорий составило 98,1 тыс. голов (-3,2%), из него коров - 46,6 тыс. голов (-4,1%), поголовье свиней - 109,2 тыс. голов (-3%), овец и коз - 174,0 тыс. голов (-0,1 %), птицы - 5962,3 тыс. голов (+6%). При этом в сельскохозяйственных организациях поголовье крупного рогатого скота увеличилось на 8,3%, коров - на 2,6%, свиней - не изменилось, овец и коз - уменьшилось на 5,2%, птицы - увеличилось на 7,3%.
На хозяйства населения приходилось 53,3% поголовья крупного рогатого скота, 33,4% - свиней, 62,1% - овец и коз, птицы - 25,0% (на конец декабря 2020 г. соответственно 57,1%, 34,8%, 62,4%, 25,6%).
Надой молока на одну корову в сельхозорганизациях в 2021 году составил 7466 килограмм (в 2020 - 7826 килограмм)..
Ранее, в январе-августе 2021 г. хозяйствами всех категорий произведено скота и птицы на убой (в живом весе) 96,3 тыс. тонн, молока - 131,4 тыс. тонн, яиц - 201,6 млн штук. В сельскохозяйственных организациях в январе-августе 2021 г. по сравнению с январем-августом 2020 г. производство скота и птицы на убой (в живом весе) сократилось на 15,4%, молока - на 4,6%, яиц - на 0,3%.
Надой молока на одну корову в сельхозорганизациях в январе-августе 2021 г. составил 4997 килограммов (в январе-августе 2020 г. - 5301 килограмм). 
В январе-августе 2021 г. в хозяйствах всех категорий отмечено изменение структуры производства скота и птицы на убой (в живом весе): удельный вес крупного рогатого скота составил 10,9% против 8,5% в соответствующем периоде 2020 г., свиней - 21,9% (17,3%), овец и коз - 2,7% (1,5%), птицы - 64,3% (72,5%)..
Производство основных видов животноводческой продукции в Крыму (по данным за 2016 год):
- мясо — 141 тыс. тонн (-4,2 %)[18]
- молоко — 249 тыс. тонн (+2,3 %)[18]
- яйца — 518 млн штук (+6,3 %)[18]

Поголовье скота и птицы в хозяйствах всех категорий на 1 января 2022 (тыс. голов):
- Крупный рогатый скот — 100,8 (из них коровы — 49,9)
- Свиньи — 104,5
- Овцы и козы — 164,8
- Птица — 5980

Племрепродукторы в Симферопольском, Раздольненском и Первомайском районах разводят КРСкрасной степной породы, в Красногвардейском и Первомайском районах — голштинской породы .

## Парк сельхозтехники
В последние годы сельхозпроизводители Крыма смогли значительно увеличить парк сельскохозяйственной техники и закупить современные машины. Особенно возросло количество комбайнов, жаток и машин для полива. Так за 2021 год были приобретены шестьсот новых комбайнов, парк уборочной техники обновлён почти наполовину.